# Saint-Andrew (Saint-Vincent-et-les-Grenadines)
Pour les articles homonymes, voir Saint Andrew.
Saint-Andrew est l'une des six paroisses de Saint-Vincent-et-les-Grenadines.

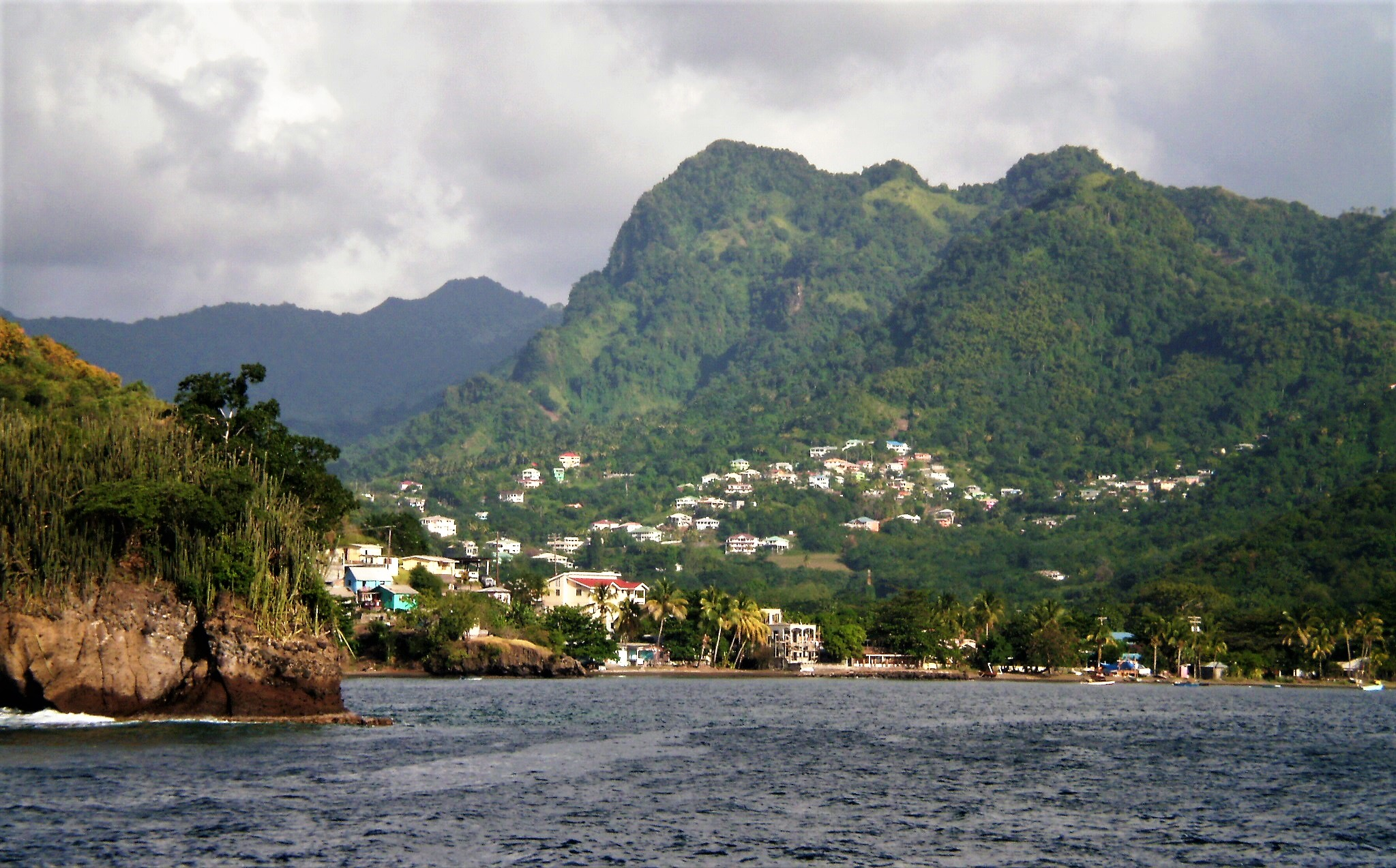
Vue de Layou depuis la mer

Les villes qui la composent sont:
- Camden Park
- Chauncey
- Clare Valley
- Dubois
- Edinboro
- Francois
- Layou
- Liberty Lodge
- Montrose
- Pembroke
- Questelles
- Redemption
- Vermont